# Yvan Delsarte
Yvan Maurice Louis Delsarte (Montignies-sur-Sambre, 31 maggio 1929 – Auderghem, 11 giugno 2019) è stato un cestista belga.

## Carriera
Con il Belgio ha disputato i Giochi olimpici di Helsinki 1952.